# Holländische Synagoge (Antwerpen)

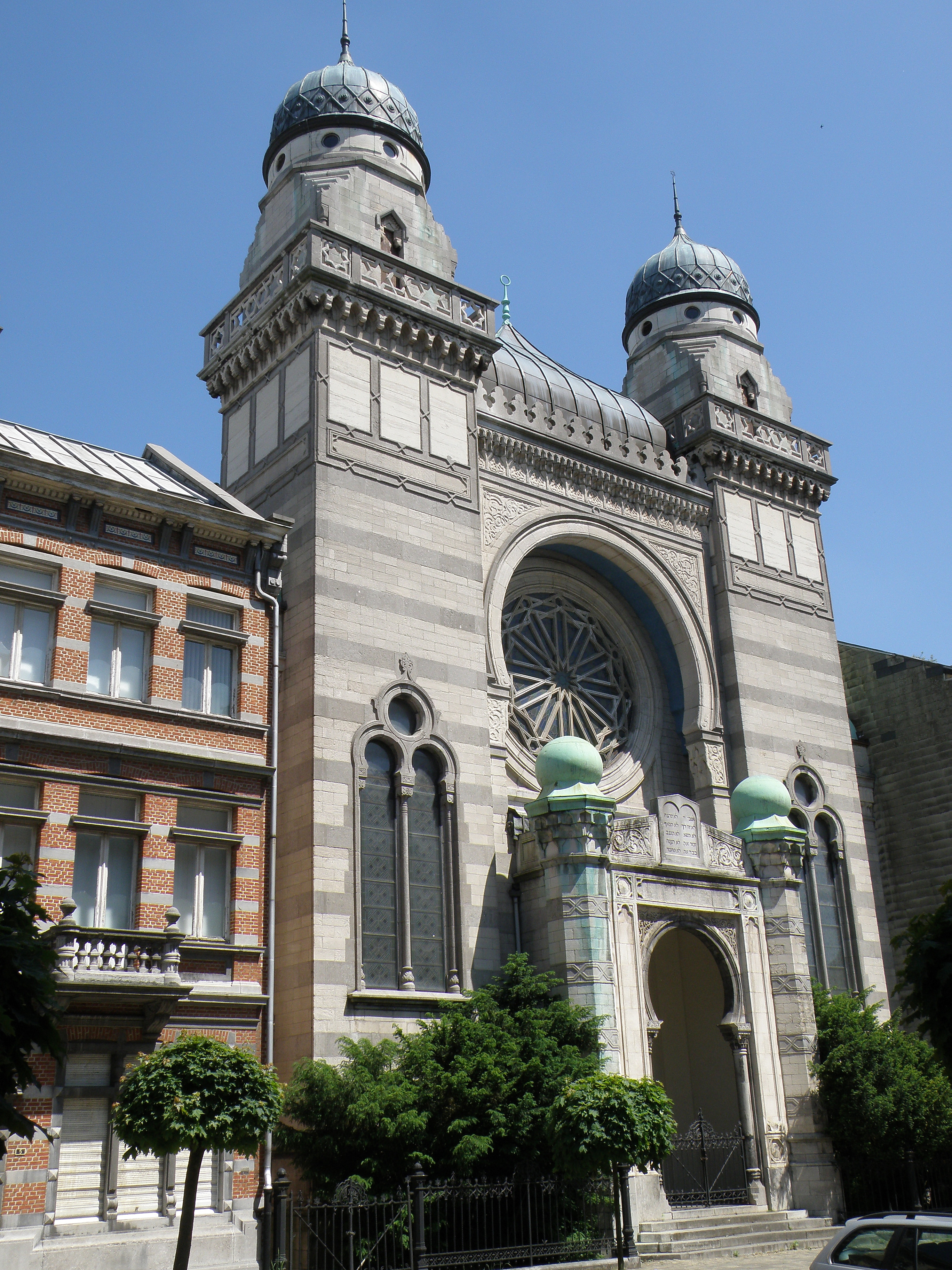
Holländische Synagoge in Antwerpen

Die Holländische Synagoge (auch Synagoog Bouwmeester oder Hollandse Synagoge) in Antwerpen, einer belgischen Stadt in der Region Flandern und Hauptstadt der Provinz Antwerpen, wurde 1892/93 errichtet. Die Synagoge in der Bouwmeestersstraat, die für die im 19. Jahrhundert aus den Niederlanden zugezogenen Juden erbaut wurde, ist seit 1976 ein geschütztes Baudenkmal. 

## Geschichte
Die Synagoge im orientalisierenden Stil, nach Plänen der Architekten Joseph Hertogs (1861–1930) und Ernest Stordiau (1855–1937) aus Antwerpen erbaut, wurde am 7. September 1893 feierlich eingeweiht.  
Nach Beschädigungen im Zweiten Weltkrieg wurde das Gebäude im Jahr 1958 renoviert. 
Seit September 2017 wird das Gotteshaus der orthodoxen Gemeinde Shomre Hadas umfassend saniert, trotzdem findet jeden Schabbat ein Gottesdienst statt. 

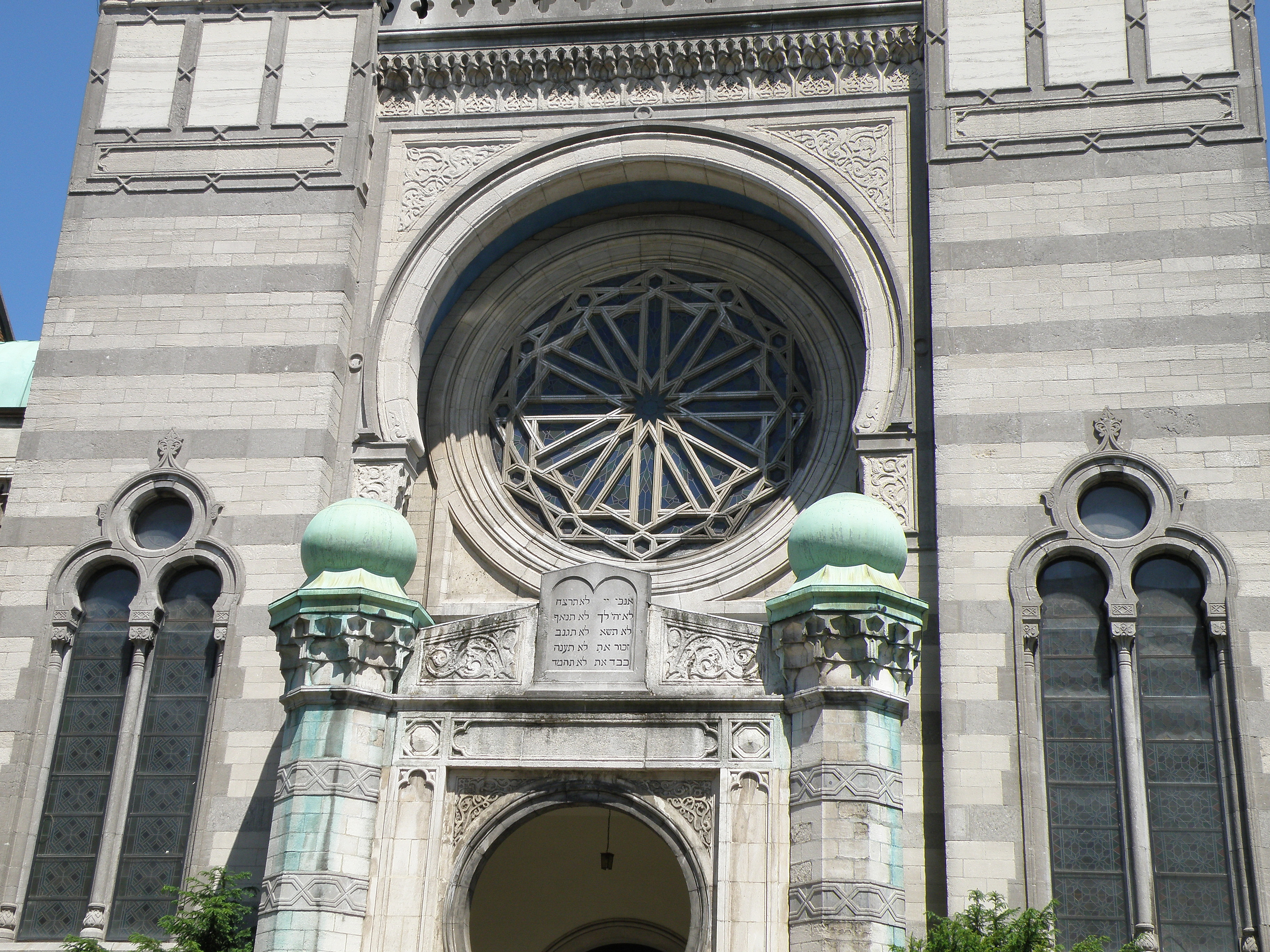
Portalzone und Rosette
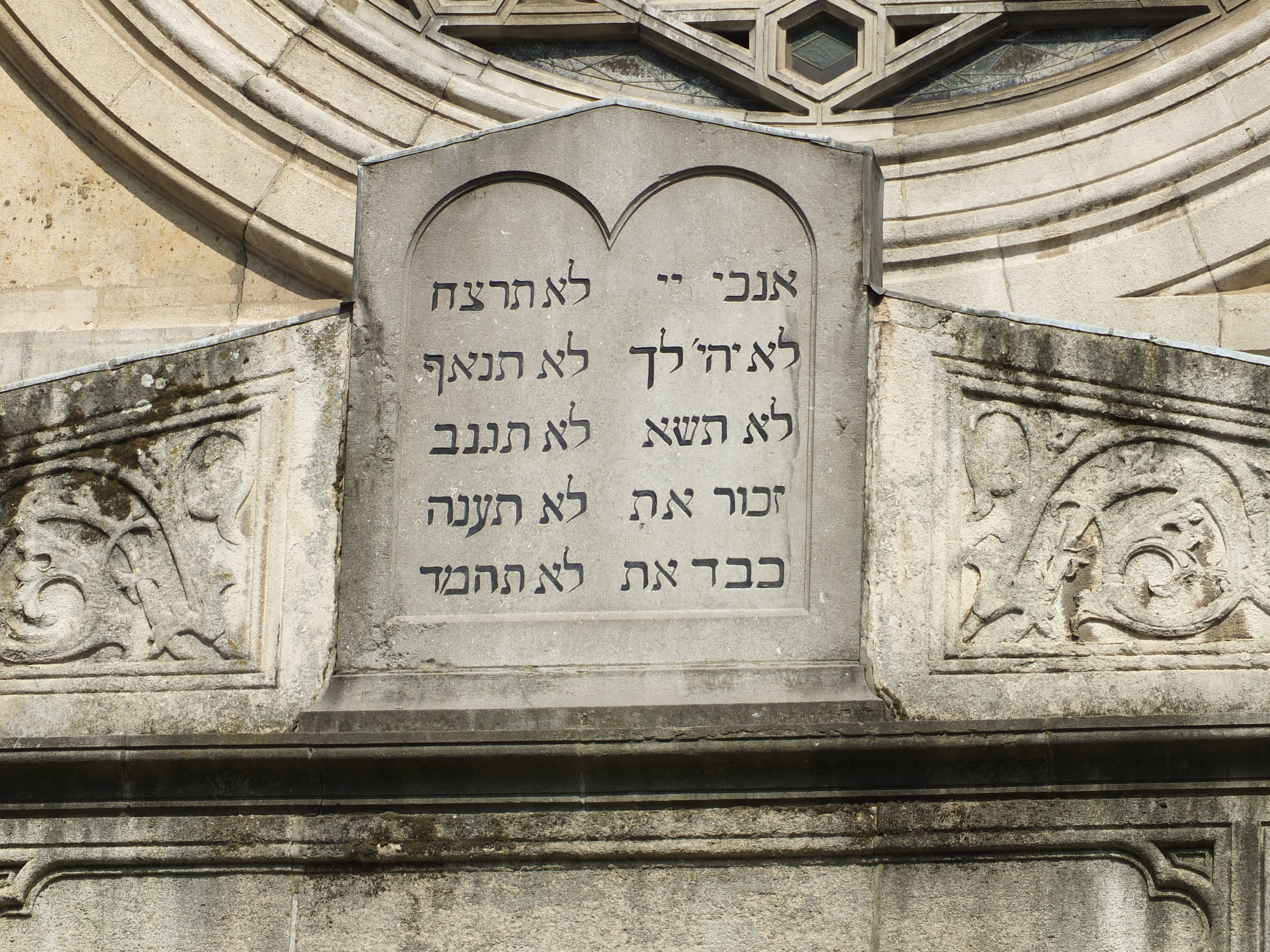
Gesetzestafeln
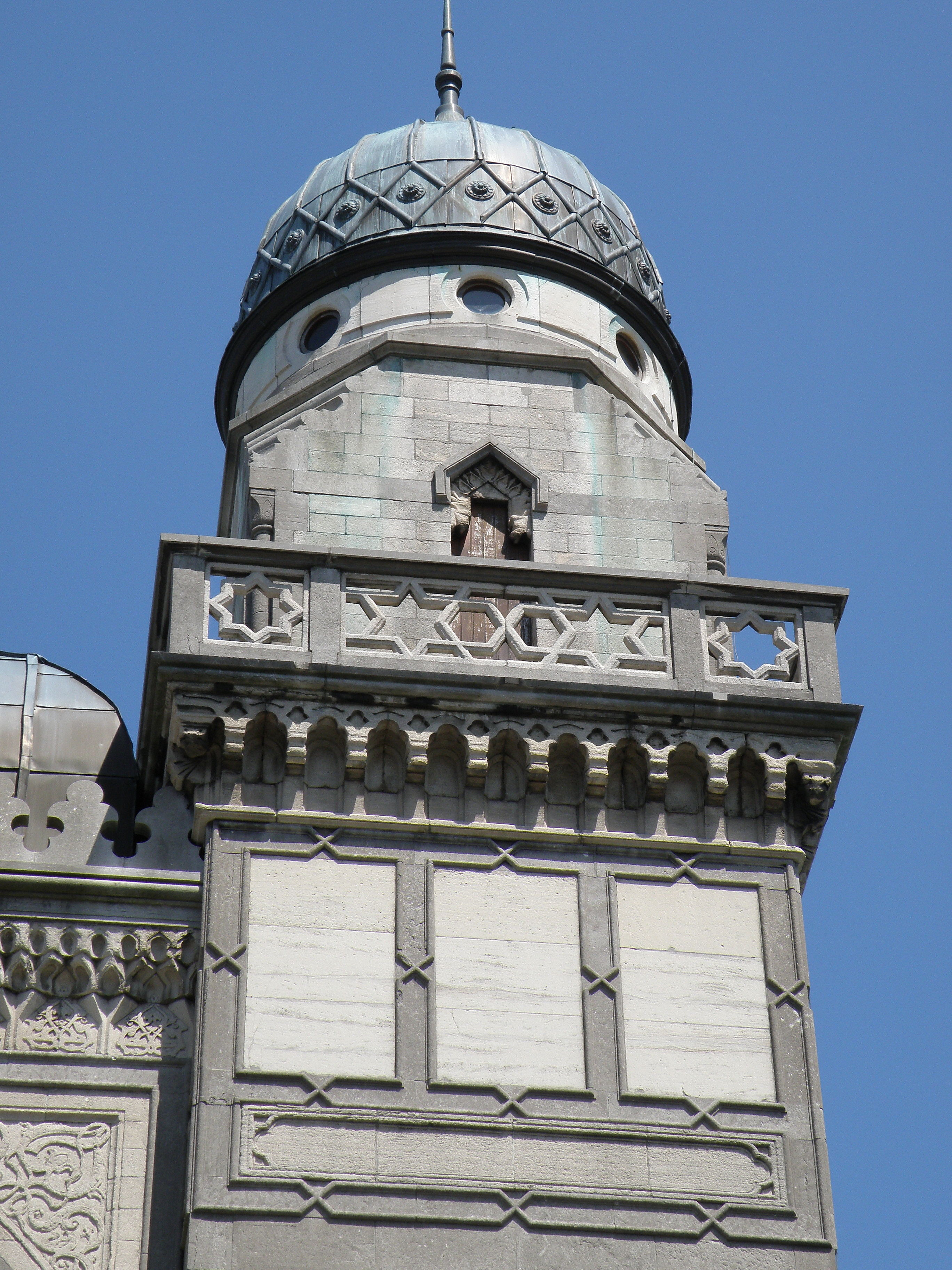
Turm mit Kuppel